# Кулики (Сумський район)
Кулики́ — село в Україні, у Лебединській міській громаді Сумського району Сумської області. Населення становить 57 осіб. До 2020 орган місцевого самоврядування — Курганська сільська рада.

## Географія
Село Кулики знаходиться на лівому березі річки Псел, вище за течією на відстані 5,5 км розташоване село Токарі, нижче за течією на відстані 8 км розташоване село Барабашівка, на протилежному березі — села Курган і Михайлівка. Річка в цьому місці звивиста, утворює лимани, стариці і заболочені озера. До села примикає великий лісовий масив (сосна). Поруч проходить автомобільна дорога Т 1918.

## Історія
В 1960 р. в селі була побудована качкоферма, яка забезпечувала м’ясом м. Москву. Працівники працювали в три зміни. Інкубаторна станція давала близько 1 млн каченят, з них близько 500 тис. продавали населенню, а решту відгодовували.
За підсумками 1971 р. качкоферма колгоспу зайняла перше місце в СРСР по показниках вирощування качок на м’ясо, а її завідувач С.Ю.Дрогало був нагороджений орденом Трудового Червоного Прапора.
12 червня 2020 року, відповідно до Розпорядження Кабінету Міністрів України № 723-р «Про визначення адміністративних центрів та затвердження територій територіальних громад Сумської області», увійшло до складу Лебединської міської територіальної громади.
19 липня 2020 року, після ліквідації Лебединського району, село увійшло до Сумського району.